# Ruído
No senso comum, a palavra ruído significa barulho, som ou poluição sonora não desejada. Na eletrônica o ruído pode ser associado à percepção acústica, por exemplo de um "chiado" característico (ruído branco) ou aos "chuviscos" na recepção fraca de um sinal de televisão. De forma parecida a granulação de uma foto, quando evidente, também tem o sentido de ruído. No processamento de sinais o ruído pode ser entendido como um sinal aleatório, sendo importante a relação Sinal/Ruído na comunicação. Na Teoria da informação o ruído é considerado como portador de informação.
O ruído faz-se presente nos estudos de Acústica, Cibernética, Biologia, Eletrônica, Computação e Comunicação.

## Classificação
Ruído natural - refere-se a ruídos de causas naturais tais como a radiação cósmica de fundo em micro-ondas, ruídos atmosféricos, ruídos inerentes a dispositivos passivos e ativos da eletrônica
Ruído artificial - refere-se a ruídos de causas artificiais, como por exemplo, ruídos de interferência ou exames de IAS
Ruído exógeno - refere-se às interferências externas ao processo de comunicação, como outra mensagem.
Ruído endógeno - refere-se às interferências internas do processo de comunicação, como perda de mensagem durante seu transporte ou má utilização do código.
Ruído de repertório - refere-se às interferências ocorridas diretamente na produção ou interpretação da mensagem, provocadas pelo repertório dos emissores e receptores.

## Ruído em eletrônica
A definição de ruído em eletrônica nos diz que este é qualquer corrente ou tensão indesejada, que observamos na medida de um sinal elétrico proveniente de um sensor, ou que presente na transmissão de sinal eletrônico. O ruído diminui a precisão dos resultados, e por este motivo é inconveniente.
A quantificação do ruído mostrado nos visores dos aparelhos de medição utilizados em laboratórios, é relevante apenas na medida de pequenos sinais, ou seja, normalmente os que precisam ser amplificados. Diversas formas de ruído são intrínsecas aos sensores e estão sempre presentes, porém devemos dar atenção especial a elas principalmente quando a amplitude do sinal que estamos medindo tem a mesma ordem de grandeza da componente indesejada. É fácil determinar a forma da onda do sinal desejado quando o ruído representa um por cento da amplitude total da saída do sensor, porém se esta porcentagem assumir valores altos, pode ser impossível distinguir os dois tipos de sinais, inviabilizando a medida.
Existem várias fontes de ruído, dentre as quais vale destacar as fontes interferentes causadas pelo homem e as fontes intrínsecas que são oriundas da própria existência do dispositivo. As primeiras, podem ser removidas com técnicas de blindagem, já as segundas podem ser estudadas através de estatística e teorias da probabilidade.